# Slaget vid Rappin
Slaget vid Rappin var ett fältslag som utspelades nära godset Rappin (dagens Räpina) i Svenska Livland under stora nordiska kriget. Ett ryskt kavalleri bestående av över 11 000 ryttare under befäl av överste Michail Borisovitj Sjeremetev, son till general Boris Sjeremetev, anföll godset Rappin som försvarades av en svensk garnison på 500-600 man under befäl av major A. L. Rosen.
Ryssarna mötte hårt motstånd från svenskarna, som höll övergången över en å. För att dra på sig fiendens uppmärksamhet beordrade överste Sjeremetev att tre dragonregementen skulle sitta av sina hästar och strida mot svenskarna om överfarten. Medan dragonerna besköt svenskarna med sina musköter, gick kosacker, tatarer och kalmucker över floden vid ett vadställe och anföll svenskarna i ryggen. Efter 4 timmar var den svenska garnisonen besegrad. 
Ryssarna erövrade 3 standar och 2 kanoner, och tog 33 svenskar tillfånga. Cirka 300 man i den svenska garnisonen stupade, medan cirka 100 man lyckades överleva och rapportera om sitt nederlag till överste Wolmar Anton von Schlippenbach, som samma dag hade segrat mot ryssarna i slaget vid Rauge.